# Gambogi frères
Gambogi frères (рус. Братья Гамбожи) — французское музыкальное издательство, существовавшее с 1860 по 1877 год. Управлялось братьями Ипполитом и Шарлем Гамбожи. На нотах 1861 и 1862 годов печаталось, что это издательство является преемником издательства Шабаля.
К изданным братьями Гамбожи произведениям принадлежат оперы «Мэтр Клод» и «Хосе-Мария» Жюля Коэна, «Марианна» Теодора Риттера.

## Названия и адреса

### Названия
- Gambogi frères, или G. Gambogi frères (1860—1868)
- Gambogi et Cie., или Ch. Gambogi et Cie. (1869—1877)

### Адреса
- Paris, 15 Boulevard Montmartre, à côté de la Rue Vivienne (1860—1864)
- Paris, 112 Rue Richelieu, à l’entrée du Boulevard Montmartre, Maison Frascati (1864 — ок. 1872)
- Paris, 108 Rue Richelieu (ок. 1875—1877)